# Legio XI
La Legio XI (Undécima legión) fue una legión romana, levada por Julio César en el año 58 a. C. en la Galia Cisalpina. Su emblema era Neptuno. La XI fue disuelta en el año 45 a. C., el año anterior al asesinato de César, y los veteranos fueron establecidos por César en la región de Boviano Undecumanoro.
Fue más tarde reconstituida por Augusto como la Legio XI Claudia Pia Fidelis.